# Аугсбург-Головний
48°21′56″ пн. ш. 10°53′11″ сх. д. / 48.365552873924° пн. ш. 10.886371469663° сх. д.
Аугсбург-Головний (нім. Augsburg Hauptbahnhof) — головна залізнична станція баварського міста Аугсбург, розташованого на півдні Німеччини. 
Класифікується Deutsche Bahn як станція категорії 2

і має 12 платформних колій.
Станція має один із найстаріших вокзалів Німеччини, який був побудований в 1843–1846 роках за проектом архітектора Едуарда Рюбера. 
Він був реконструйований в 1869 році за планами Фрідріха Бюрклайна. 
Станція сьогодні є центральним залізничним вузлом для метрополійного регіону Аугсбург та Баварської Швабії. 
На початок 2020-х його модернізують і будують підземну трамвайну станцію.

## Структура

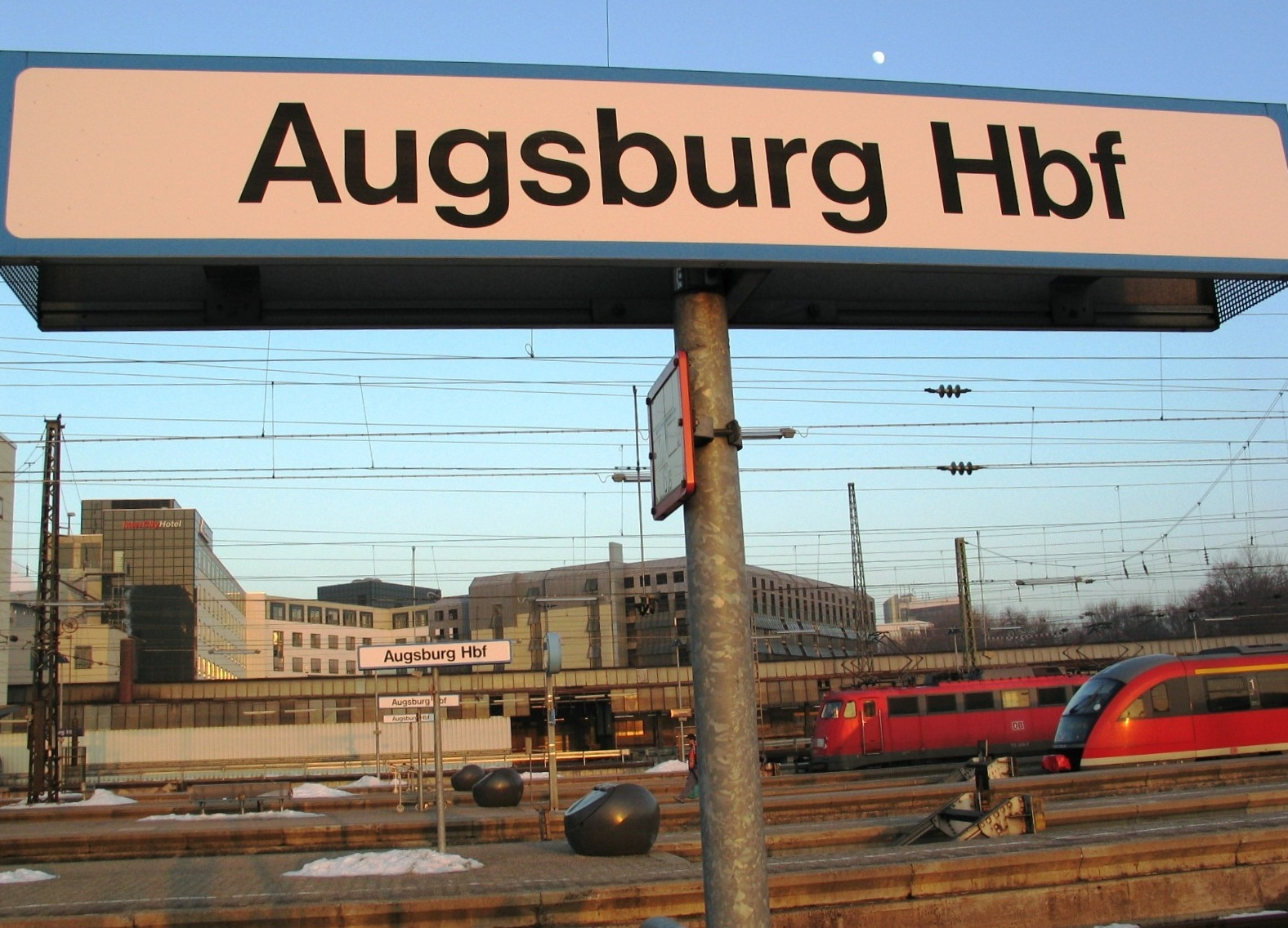

Перший вокзал Аугсбурга був відкритий в 1840 році Мюнхенсько-Аугсбурзька залізнична компанія (нім. München-Augsburger Eisenbahn-Gesellschaft) біля Ротес-тор (Червоної Брами). 
Його історичний зал у 1880 році служив військовою школою верхової їзди, а з 1920 року він є частиною головної майстерні транспортного відділу «Stadtwerke Augsburg» (міського комунального підприємства Аугсбурга). 

Після націоналізації лінії в 1846 році була побудована нинішня станція. 
Головний залізнична станція Аугсбурга — наскрізна станція з чотирма острівними платформами (недоступні для людей з обмеженими можливостями), дев’ятьма наскрізними коліями та шістьма платформними коліями (тільки три з яких використовуються). 
Платформа 1 розташована біля будівлі вокзалу — берегова.

### Будівля вокзалу
Будівля вокзалу має три частини. 
У центральному блоці є станційний вестибюль з електронними табло, квитковими автоматами, інформаційним кіоском і місцями очікування. 
В одному крилі знаходиться клієнтський центр Deutsche Bahn, включаючи касу. 
В іншому крилі розташована їдальня та торгова зона та вокзальна бібліотека.

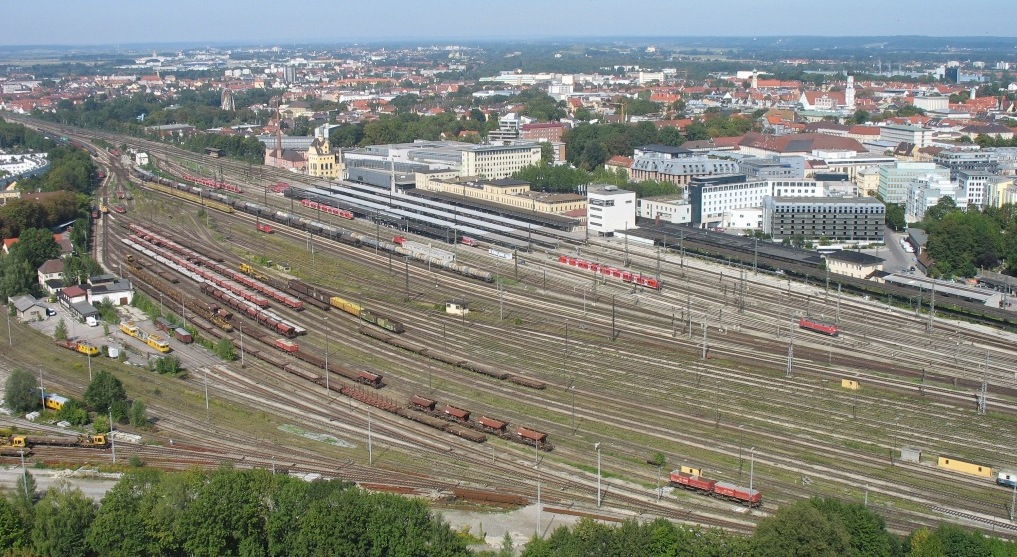
Станція з півдня

Останній капітальний ремонт і модернізація будівлі була в 1983/84 роках. 
За останні роки фуд-корт було модернізовано (завершено у 2007 році), а в головному залі встановлено нове цифрове табло. 
Нещодавно було відремонтовано південне крило, включаючи зону очікування для мандрівників. 
Через будівництво нової трамвайної станції за залізницею головне крило будівлі вокзалу закрите з 2017 року.

### Станційне середовище

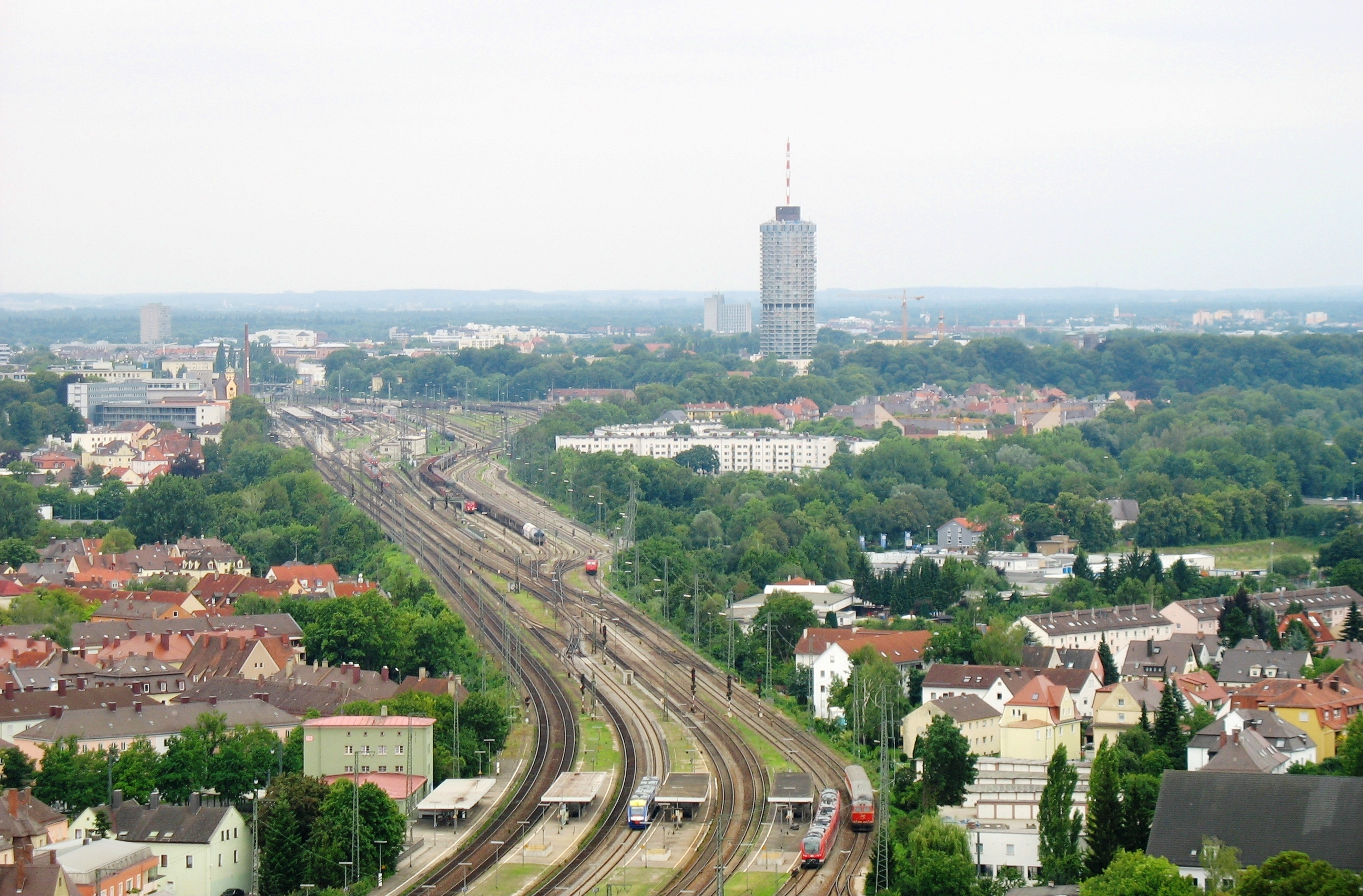
Станція з півночі — попереду: приміська залізнична станція Аугсбург-Оберхаузен

Безпосередньо перед будівлею розташовувався великий привокзальний майданчик з фонтаном, автостоянкою, включно зі стоянкою таксі, та автостанцією для місцевих автобусів. 
З 2014 року площа використовується будівельною бригадою трамвайних тунелів. 
Фонтан зберігається до перепланування площі. 
З двох боків площу оточують торгові центри: з одного боку – квартал Геліо, з іншого — Бохус-Центр та InterCityHotel .
На захід від пасажирського вокзалу розташована вантажна станція та колишня сортувальна станція, яка зараз майже не використовується. 
На півдні була колишня «внутрішня вантажна зона». 
Також у південній частині вокзалу знаходиться оригінальний центральний центр сигналізації, урочисто відкритий у травні 1972 року.

## Операції

### Міжміські послуги
Станція Аугсбург є кінцевою однієї з найзавантаженіших міжміських ліній у Німеччині, високошвидкісної лінії Мюнхен–Аугсбург.
Роботи з модернізації лінії як чотириколійної високошвидкісної лінії були завершені в грудні 2011 року. 
Окрім послуг InterCity, EuroCity та CityNightLine, поїзди Intercity-Express (ICE) курсують з Мюнхена до Штутгарта та Нюрнберга.
З відкриттям високошвидкісної лінії Нюрнберг–Інгольштадт–Мюнхен у червні 2006 року та її повною інтеграцією в німецьку мережу ICE після зміни розкладу в грудні 2006 року деякі послуги ICE — 30 із 120 міжміських послуг, які тоді зупинялися в Аугсбурзі 

— були переведені з Аугсбурга до Інгольштадту.
У 2006 році в Аугсбурзі на міжміських рейсах реєструвалося близько 10 000 пасажирів на день. 
Щодня зупиняється 90 станцій міжміського сполучення, це третя за важливістю станція в Баварії серед міжміських перевезень. 

В Аугсбурзі зупиняються такі рейси міжміського сполучення:
| Лінія       | Маршрут | Маршрут | Маршрут | Інтервал              |
| ----------- | --- | --- | --- | --------------------- |
| ICE 11      | Гамбург-Альтона – Берлін-Головний – Лейпциг-Головний – Ерфурт-Головний – Фульда – Франкфурт-на-Майні-Головний – Мангайм-Головний – Штутгарт-Головний – Ульм-Головний – Аугсбург – Мюнхен-Головний                                  | Гамбург-Альтона – Берлін-Головний – Лейпциг-Головний – Ерфурт-Головний – Фульда – Франкфурт-на-Майні-Головний – Мангайм-Головний – Штутгарт-Головний – Ульм-Головний – Аугсбург – Мюнхен-Головний                                  | Гамбург-Альтона – Берлін-Головний – Лейпциг-Головний – Ерфурт-Головний – Фульда – Франкфурт-на-Майні-Головний – Мангайм-Головний – Штутгарт-Головний – Ульм-Головний – Аугсбург – Мюнхен-Головний                                  | Що 2 години           |
| ICE 11      | Вісбаден-Головний – Майнц-Головний – Мангайм-Головний – Штутгарт-Головний – Аугсбург – Мюнхен-Головний | Вісбаден-Головний – Майнц-Головний – Мангайм-Головний – Штутгарт-Головний – Аугсбург – Мюнхен-Головний | Вісбаден-Головний – Майнц-Головний – Мангайм-Головний – Штутгарт-Головний – Аугсбург – Мюнхен-Головний | Декілька рейсів       |
| ICE 18      | Гамбург-Альтона – Берлін – Галле – Бамберг – Ерфурт – Нюрнберг-Головний – Аугсбург – Мюнхен | Гамбург-Альтона – Берлін – Галле – Бамберг – Ерфурт – Нюрнберг-Головний – Аугсбург – Мюнхен | Гамбург-Альтона – Берлін – Галле – Бамберг – Ерфурт – Нюрнберг-Головний – Аугсбург – Мюнхен | Декілька рейсів       |
| ICE 24      | Гамбург-Альтона – Ганновер – Фульда – Вюрцбург-Головний – | – Аугсбург – Мюнхен-Головний – | Мюнхен-Східний – Куфштайн – Вергль-Головний – Кіцбюель – Шварцах-Санкт-Файт | 120 хв                |
| ICE 24      | Гамбург-Альтона – Ганновер – Фульда – Вюрцбург-Головний – | – Аугсбург – Мюнхен-Головний – | Гарміш-Партенкірхен – Міттенвальд – Інсбрук-Головний | 120 хв                |
| ICE 24      | Берлін-Гезундбруннен – Галле (Заале) – Ерфурт – Нюрнберг | – Аугсбург – Мюнхен-Головний – | Куфштайн – Вергль – Інсбурк – Ецталь – Імст-Піцталь – Ландек-Цамс | 120 хв                |
| ICE 25      | Гамбург-Альтона – Ганновер – Фульда – Вюрцбург – Аугсбург – Мюнхен | Гамбург-Альтона – Ганновер – Фульда – Вюрцбург – Аугсбург – Мюнхен | Гамбург-Альтона – Ганновер – Фульда – Вюрцбург – Аугсбург – Мюнхен | 120 хв                |
| ICE 25      | Гамбург-Альтона – Гамбург-Головний – – | – Ганновер – Геттінген – Кассель-Вільгельмсгое – Фульда – Вюрцбург – Аугсбург – Мюнхен | – Ганновер – Геттінген – Кассель-Вільгельмсгое – Фульда – Вюрцбург – Аугсбург – Мюнхен | Декілька рейсів       |
| ICE 25      | (Ольденбург-Головний –) Бремен-Головний – – | – Ганновер – Геттінген – Кассель-Вільгельмсгое – Фульда – Вюрцбург – Аугсбург – Мюнхен | – Ганновер – Геттінген – Кассель-Вільгельмсгое – Фульда – Вюрцбург – Аугсбург – Мюнхен | Декілька рейсів       |
| ICE 28      | (Нюрнберг-Головний – Тройхтлінген – Донауверт –) Аугсбург – Мюнхен-Пазінг – Мюнхен | (Нюрнберг-Головний – Тройхтлінген – Донауверт –) Аугсбург – Мюнхен-Пазінг – Мюнхен | (Нюрнберг-Головний – Тройхтлінген – Донауверт –) Аугсбург – Мюнхен-Пазінг – Мюнхен | Декілька рейсів       |
| ICE 29      | Берлін-Гезундбруннен – Галле (Заале) – Ерфурт – Кобург – Нюрнберг – Донауверт – Аугсбург – Мюнхен | Берлін-Гезундбруннен – Галле (Заале) – Ерфурт – Кобург – Нюрнберг – Донауверт – Аугсбург – Мюнхен | Берлін-Гезундбруннен – Галле (Заале) – Ерфурт – Кобург – Нюрнберг – Донауверт – Аугсбург – Мюнхен | Індивідуальні послуги |
| ICE 42      | (Гамбург-Альтона – Гамбург – Бремен – Мюнстер-Головний –) Дортмунд-Головний – Ессен-Головний – Дуйсбург-Головний – Дюссельдорф-Головний – Кельн-Головний – Франкфуртський аеропорт – Мангейм – Штутгарт – Ульм – Аугсбург – Мюнхен | (Гамбург-Альтона – Гамбург – Бремен – Мюнстер-Головний –) Дортмунд-Головний – Ессен-Головний – Дуйсбург-Головний – Дюссельдорф-Головний – Кельн-Головний – Франкфуртський аеропорт – Мангейм – Штутгарт – Ульм – Аугсбург – Мюнхен | (Гамбург-Альтона – Гамбург – Бремен – Мюнстер-Головний –) Дортмунд-Головний – Ессен-Головний – Дуйсбург-Головний – Дюссельдорф-Головний – Кельн-Головний – Франкфуртський аеропорт – Мангейм – Штутгарт – Ульм – Аугсбург – Мюнхен | Що 2 години           |
| ICE 60      | Карлсруе – Штутгарт – Ульм – Аугсбург – Мюнхен | Карлсруе – Штутгарт – Ульм – Аугсбург – Мюнхен | Карлсруе – Штутгарт – Ульм – Аугсбург – Мюнхен | Що 2 години           |
| ICE 83 TGV  | Мюнхен – Аугсбург – Ульм – Штутгарт – Карлсруе-Головний – Страсбург-Віль – Париж-Східний | Мюнхен – Аугсбург – Ульм – Штутгарт – Карлсруе-Головний – Страсбург-Віль – Париж-Східний | Мюнхен – Аугсбург – Ульм – Штутгарт – Карлсруе-Головний – Страсбург-Віль – Париж-Східний | Одна пара поїздів     |
| ICE 90 RJX  | Будапешт-Келеті – Відень-Головний – Зальцбург – Мюнхен – Аугсбург – Ульм – Штутгарт – Мангейм – Франкфурт-Аеропорт – Франкфурт (– Вісбаден )                                                                                       | Будапешт-Келеті – Відень-Головний – Зальцбург – Мюнхен – Аугсбург – Ульм – Штутгарт – Мангейм – Франкфурт-Аеропорт – Франкфурт (– Вісбаден )                                                                                       | Будапешт-Келеті – Відень-Головний – Зальцбург – Мюнхен – Аугсбург – Ульм – Штутгарт – Мангейм – Франкфурт-Аеропорт – Франкфурт (– Вісбаден )                                                                                       | Одна пара поїздів     |
| IC 26       | Гамбург-Альтона – Гамбург-Головний – Ганновер – Геттінген – Кассель-Вільгельмсхьое – Фульда – Вюрцбург – Аугсбург – | Гамбург-Альтона – Гамбург-Головний – Ганновер – Геттінген – Кассель-Вільгельмсхьое – Фульда – Вюрцбург – Аугсбург – | Мюнхен | Одна пара поїздів     |
| IC 26       | Гамбург-Альтона – Гамбург-Головний – Ганновер – Геттінген – Кассель-Вільгельмсхьое – Фульда – Вюрцбург – Аугсбург – | Гамбург-Альтона – Гамбург-Головний – Ганновер – Геттінген – Кассель-Вільгельмсхьое – Фульда – Вюрцбург – Аугсбург – | Мюнхен-Східний – Берхтесгаден-Головний | Одна пара поїздів     |
| IC 26       | Гамбург-Альтона – Гамбург-Головний – Ганновер – Геттінген – Кассель-Вільгельмсхьое – Фульда – Вюрцбург – Аугсбург – | Гамбург-Альтона – Гамбург-Головний – Ганновер – Геттінген – Кассель-Вільгельмсхьое – Фульда – Вюрцбург – Аугсбург – | Оберстдорф | Одна пара поїздів     |
| IC 28       | Нюрнберг – Тройхтлінген – Донауверт – Аугсбург – Мюнхен | Нюрнберг – Тройхтлінген – Донауверт – Аугсбург – Мюнхен | Нюрнберг – Тройхтлінген – Донауверт – Аугсбург – Мюнхен | Одна пара поїздів     |
| EC 32       | Дортмунд/Мюнстер – Ессен – Дуйсбург – Дюссельдорф – Кельн – Бонн – Кобленц – Майнц – Мангейм – Гейдельберг – Штутгарт – Ульм – Аугсбург – Мюнхен – Зальцбург – Клагенфурт                                                          | Дортмунд/Мюнстер – Ессен – Дуйсбург – Дюссельдорф – Кельн – Бонн – Кобленц – Майнц – Мангейм – Гейдельберг – Штутгарт – Ульм – Аугсбург – Мюнхен – Зальцбург – Клагенфурт                                                          | Дортмунд/Мюнстер – Ессен – Дуйсбург – Дюссельдорф – Кельн – Бонн – Кобленц – Майнц – Мангейм – Гейдельберг – Штутгарт – Ульм – Аугсбург – Мюнхен – Зальцбург – Клагенфурт                                                          | Одна пара поїздів     |
| IC 62 EC 62 | Франкфурт-Головний – Гейдельберг – | Штутгарт – Ульм – Аугсбург – Мюнхен – Зальцбург (– Клагенфурт/Грац ) | Штутгарт – Ульм – Аугсбург – Мюнхен – Зальцбург (– Клагенфурт/Грац ) | 4 пари поїздів        |
| IC 62 EC 62 | Саарбрюккен-Головний – Мангайм – | Штутгарт – Ульм – Аугсбург – Мюнхен – Зальцбург (– Клагенфурт/Грац ) | Штутгарт – Ульм – Аугсбург – Мюнхен – Зальцбург (– Клагенфурт/Грац ) | 4 пари поїздів        |

У літньому розкладі 1939 року на станції щодня зупинялося 87 рейсів міжміського сполучення..
З 17 червня 2021 року до зміни розкладу в грудні 2021 року пара поїздів Flixtrain FLX 35N з Мюнхена до Лейпцига й назад також курсувала через Аугсбург.